# Gibbifer
Gibbifer é um género de coleópteros da família Erotylidae.